# الید گاردنز (سان دیگو)

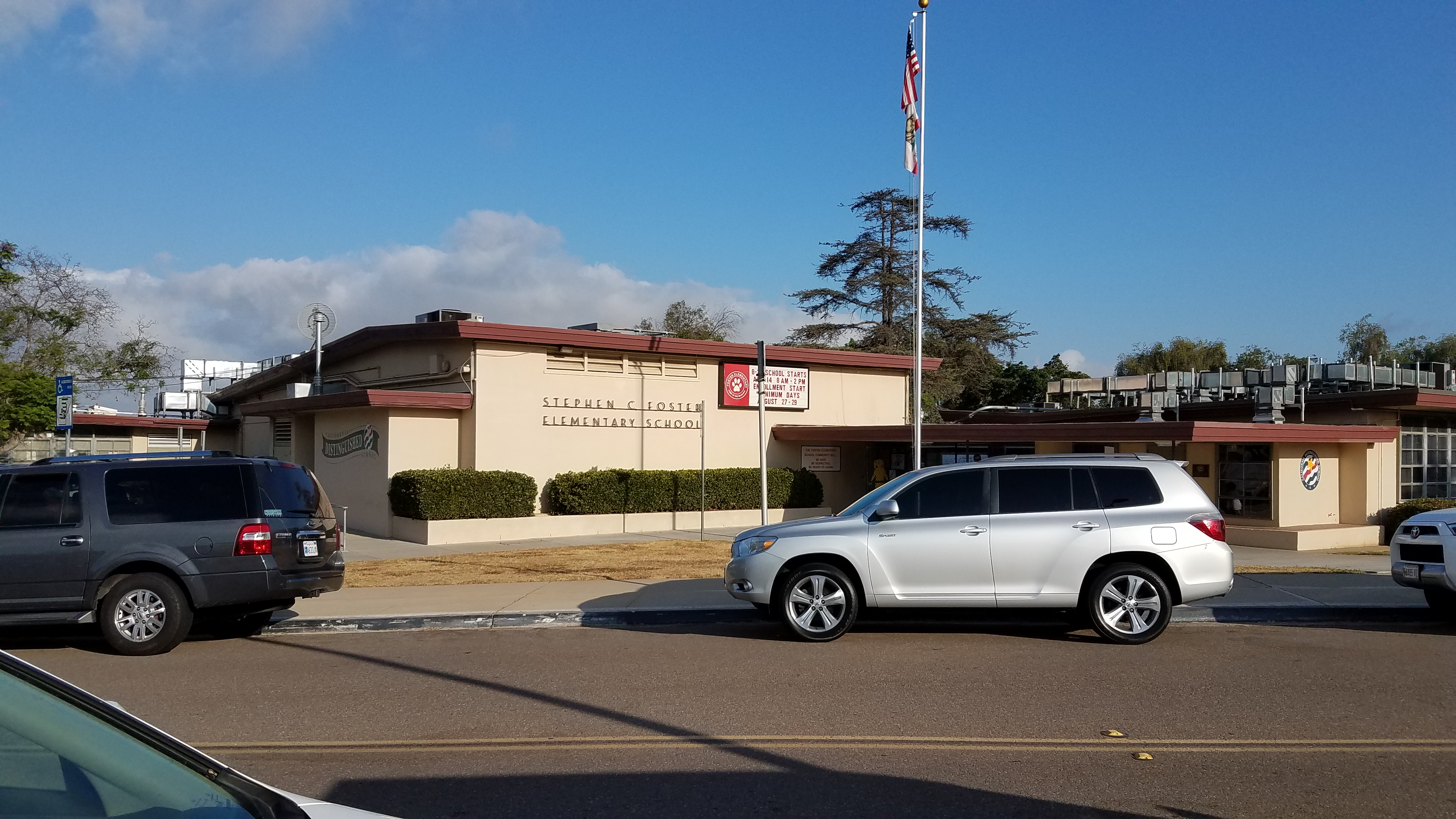
تصویری از محل سکونی

الید گاردنز، سان دیگو (به انگلیسی: Allied Gardens, San Diego) یک منطقهٔ مسکونی در ایالات متحده آمریکا است که در کالیفرنیا واقع شده‌است.